# 杀伤细胞免疫球蛋白样受体
杀伤细胞免疫球蛋白样受体，常缩写为“KIR”（英語：Killer-cell immunoglobulin-like receptors），是免疫系统重要成员的自然杀伤细胞（NK cell) 表面的一组蛋白。这些受体蛋白可以通过与第一型主要组织相容性复合体（MHC class I）相互作用而调节细胞的杀伤功能。
KIR蛋白由19号染色体长臂（19q13.4）的一组同名基因编码。这些基因的多态性很高，既表现在单个基因是否出现，也表现在基因的等位基因的不同。

## 命名
根据受体蛋白的细胞外球蛋白结构域（domain）数和胞质尾（cytoplasmic tail）的长度，受体蛋白及其对应基因可以分为四类：
- 两个域，长尾：KIR2DL1、KIR2DL2、KIR2DL3、KIR2DL4、KIR2DL5A、KIR2DL5B
- 两个域，短尾：KIR2DS1、KIR2DS2、KIR2DS3、KIR2DS4、KIR2DS5
- 三个域，长尾：KIR3DL1、KIR3DL2、KIR3DL3
- 三个域，短尾：KIR3DS1